# Montréal en Fêtes
 (septembre 2016).
 (septembre 2016).

Logo de Montréal en Fêtes.

Montréal en Fêtes est un événement de la période des fêtes de Noël et du jour de l'an à Montréal, dont la première édition a eu lieu en 2013,. Fondé par Martin Durocher et Jean-Francis Durocher, l'événement est aujourd'hui la plus grande célébration du genre au Canada. 

## Le marché de Noël
Présenté de 2015 à 2017 Montréal en Fêtes a offert aux Montréalais et aux touristes un des premiers grands marchés de Noël, accessible à tous en mode extérieur et situé sur la place Jacques-Cartier. Totalement réaménagée pour l'occasion, la place fut renommée "Place Nordique".

Ce marché se voulait un clin d’œil à l’histoire du lieu.  La vocation d’origine de la place Jacques-Cartier étant celle de marché public (1808 à 1847),. 

## Le party du Nouvel An
Fer de lance de la programmation, le party du Nouvel An de Montréal en Fêtes est une tradition à laquelle la communauté montréalaise et touristique se donnent rendez-vous pour célébrer la nouvelle année en festoyant aux sons des artistes québécois et francophones les plus populaires avec un grand décompte et des feux d’artifice à l'extérieur sur le site du Vieux-Port et de la place Jacques-Cartier. 
Événement fédérateur et de grande envergure, cette célébration a un fort potentiel de développement tant d’un point de vue économique, culturel que social. 
En 2015, l'événement a rassemblé 110 225 festivaliers (Ipsos),. 
En 2016, ce sont plus de 150 000 personnes en provenance des quatre coins du pays, des États-Unis et d’ailleurs, qui sont venues célébrer le passage à 2017 au party du Nouvel An de Montréal en Fêtes en compagnie de Louis-Jean Cormier, Alex Nevsky, Bernard Adamus, Klô Pelgag, Son Real, Scott Helman, Neev et autres DJ invités. Une assistance record au Vieux-Port et dans le Vieux-Montréal qui comble les organisateurs et confirme l'envergure internationale de l'événement en plus de son pouvoir d'attraction touristique de plus en plus marqué. Parmi les moments forts de cette quatrième édition, on retiendra bien sûr le grand spectacle du 31 décembre : la prestation dansante et colorée d’Alex Nevsky, les titres rassembleurs et vibrants de Louis-Jean Cormier, les reprises, en duos et en trios, de classiques du Jour de l’An, l’aplomb de l’indomptable bête de scène qu’est Bernard Adamus, la folie douce et déjantée de Klô Pelgag, les rythmes gras et groovy du Vancouverois Son Real, le charme irrésistible de la coqueluche torontoise Scott Helman, l’animation énergique de Neev et la superbe finale de groupe au son de l’immense « Hallelujah » en hommage au regretté Leonard Cohen. 
« Montréal en Fêtes a atteint son objectif de s’imposer comme "le" plus grand party du Nouvel An au Canada », a souligné Martin Durocher, cofondateur de l’événement.  
L'édition 2019, année record de l'événement, accueillait plus de 175 000 festivaliers le soir du Party du Nouvel An Montréal en fêtes.
L'édition 2020 fut présentée en ligne et réunissait la plus importante programmation de l'histoire de l'événement avec Louis-Jean Cormier / Fouki / Klô Pelgag / Beyries / Marie-Pierre Arthur / Matt Holubowski / KNLO / Barr Brother / Random Recipe / Martha Wainwright / Alicia Moffet / Pierre Kwenders / The Franklin Electric  qui s'étaient mobilisés pour offrir un spectacle d'envergure sur le web. L'édition 2021, lancé avec l'espoir d'une pandémie terminée, a été abruptement annulée le 21 décembre par l'État d'Urgence Sanitaire décrété par la Mairesse de Montréal Valérie Plante.   
Lors de la préparation de l'édition 2022, l'OBNL se voit dans l'obligation d'annuler son édition par manque de fonds   et afin de restructurer son financement afin de soutenir sa mission d'offrir gratuitement ses activités ainsi que son grand spectacle du 31 décembre  . L'événement met fin à ses activités le 2 novembre 2023 après avoir tenté, sans succès, de convaincre l'administration Plante et les pouvoirs publics d'en augmenter le budget afin d'en conserver la gratuité pour tous Communiqué de presse

## Programmations antérieures
- 2023 : Fin des activités
- 2022 : Pause
- 2021 : Radio Radio / Émile Bilodeau
- 2020 : Louis-Jean Cormier / Fouki / Klô Pelgag / Beyries / Marie-Pierre Arthur / Matt Holubowski / KNLO / Barr Brother / Random Recipe / Martha Wainwright / Alicia Moffet / Pierre Kwenders / The Franklin Electric /
- 2019 : Les Louanges / Bleu Jeans Bleu / Bernard Adamus / Heartstreets
- 2018 : Hubert Lenoir / Roxanne Bruneau / Émile Bilodeau / Lydia Képinski / Andréanne A. Malette / Africana Soul Sister
- 2017 : Mes Aïeux / Garou / Daniel Bélanger / Vincent Vallières / Laurence Nerbonne / Pierre Kwenders / Pierre Kwenders / Les Deuxluxes / DJ KXO
- 2016 : Alex Nevsky/ Louis-Jean Cormier / Klô Pelgag / Bernard Adamus / Son Real / Scott Helman / DJ KXO
- 2015 : Cœur de pirate / Bernard Adamus / Dumas / Yann Perreau[10]
- 2014 : Alex Nevsky / Les Sœurs Boulay / Bernard Adamus[11]
- 2013 : The lost fingers & Valérie Amyot[12]